# Drużynowe Mistrzostwa Europy Juniorów na Żużlu 2015
Drużynowe Mistrzostwa Europy Juniorów na Żużlu 2015 – zawody żużlowe, mające na celu wyłonienie medalistów drużynowych mistrzostw Europy juniorów w sezonie 2015. Rozegrano jeden półfinał oraz finał, w którym zwyciężyli reprezentanci Polski.

## Finał
- Pilzno, 12 września 2015

| Msc |                                                                                 | Drużyna / Zawodnik                                              | Biegi       | Punkty |
| --- | ------------------------------------------------------------------------------- | --------------------------------------------------------------- | ----------- | ------ |
| 1   |                                                                                 | Polska                                                          | Polska      | 35     |
| 1   | Krystian Pieszczek Kacper Woryna Adrian Cyfer Bartosz Smektała Krystian Rempała | (3,2,0,2,3) (2,3,3,1,w) (1,2,3,2,2) (w,3,w,1,–) (2)             | 10 9 10 4 2 |        |
| 2   |                                                                                 | Szwecja                                                         | Szwecja     | 34     |
| 2   | Joel Andersson Kenny Wennerstam Victor Palovaara John Lindman Fredrik Engman    | (2,2,1,3,2) (2,–,3,3,w) (3,1,1,3,1) (0,w,–,–,–) (3,1,3,w)       | 10 8 9 0 7  |        |
| 3   |                                                                                 | Dania                                                           | Dania       | 30     |
| 3   | Andreas Lyager Mikkel B. Andersen Frederik Jakobsen Patrick Hansen Emil Grondal | (1,–,3,0,–) (2,u,2,0,w) (1,0,–,1,–,–) (3,u/–,1,2,3) (2,1,2,3,3) | 4 2 9 11    |        |
| 4   |                                                                                 | Czechy                                                          | Czechy      | 19     |
| 4   | Eduard Krčmář Patrik Mikel Ondrej Smetana Michal Skurla Zdeněk Holub            | (3,w,d,1,2) (–,–,2,–,0) (0,1,–,0,1) (1,0,0,0,–) (0,3,2,2,1)     | 6 2 1 8     |        |

Bieg po biegu:
1. Pieszczek, Andersen, Skurla, Lindman
2. Palovaara, Woryna, Lyager, Smetana
3. Krčmář, Wennetstam, Jakobsen, Smektała (w/su)
4. Hansen, Andersson, Cyfer, Holub
5. Woryna, Grondal, Krčmář (w), Lindman (w/su) (Hansen u/–)
6. Holub, Pieszczek, Palovaara, Jakobsen
7. Engman, Cyfer, Grondal, Skurla
8. Smektała, Andersson, Smetana, Andersen (u1)
9. Lyager, Mikel, Engman, Smektała (w/su)
10. Cyfer, Andersen, Palovaara, Krčmář (d4)
11. Wennerstam, Holub, Hansen, Pieszczek
12. Woryna, Grondal, Andersson, Skurla
13. Palovaara, Hansen, Smektała, Skurla
14. Engman, Cyfer, Jakobsen, Smetana
15. Wennerstam, Holub, Woryna, Andersen
16. Andersson, Pieszczek, Krčmář, Lyager
17. Grondal, Rempała, Smetana, Engman (w/u)
18. Pieszczek, Andersson, Holun, Andersen (w)
19. Grondal, Cyfer, Palovaara, Mikel
20. Hansen, Krčmář, Woryna (w/u), Wennestram (w/u)